# Äyskoski
Äyskoski är en fors i Finland.   Den ligger i landskapet Norra Savolax, i den centrala delen av landet, 300 km norr om huvudstaden Helsingfors. Äyskoski ligger 143 meter över havet.
Terrängen runt Äyskoski är huvudsakligen platt. Äyskoski ligger uppe på en höjd. Runt Äyskoski är det mycket glesbefolkat, med 4 invånare per kvadratkilometer. Närmaste större samhälle är Karttula, 19,7 km sydost om Äyskoski. I omgivningarna runt Äyskoski växer i huvudsak blandskog.